# Nereis gigantea
Nereis gigantea är en ringmaskart som beskrevs av Carl von Linné 1767. Nereis gigantea ingår i släktet Nereis och familjen Nereididae. Inga underarter finns listade i Catalogue of Life.